# Bromma
Bromma je dio urbane cjeline grada Stockholma.

## Zemljopis
Bromma se nalazi u zapadnom dijelu Stockholma, dijeli se na Abrahamsberg, Alvik, Beckomberga, Blackeberg, Bromma Kyrka, Bällsta, Eneby, Höglandet, Mariehäll, Nockeby, Nockebyhov, Norra Ängby, Olovslund, Riksby, Smedslätten, Stora Mossen, Södra Ängby, Traneberg, Ulvsunda, Ulvsunda Industriområde, Åkeshov, Åkeslund, Ålsten i Äppelviken.

## Vanjske poveznice
- Karta Bromme

### Ostali projekti
|  | Zajednički poslužitelj ima još gradiva o temi Bromma |